# Gustavo Sanvenero Rosselli
Gustavo Sanvenero Rosselli (Savona, 7 settembre 1897 – Milano, 17 marzo 1974) è stato un medico italiano. Fu un pioniere ed innovatore della Chirurgia plastica italiana del Novecento.

## Biografia

### Famiglia e formazione
Nacque in una famiglia di avvocati. Nel 1915 si iscrisse alla facoltà di Medicina e Chirurgia dell'Università di Genova, dove conseguì la laurea nel 1921. Durante questo periodo, oltre a prendersi cura della famiglia dopo la prematura scomparsa del padre, prestò servizio come assistente ai medici al fronte nel triennio dal 1915 al 1918, durante il quale, ebbe cura degli strumenti chirurgici che venivano adoperati nelle operazioni, sviluppò un profondo interesse per i traumi facciali ed incominciò ad esprimere la sua inclinazione all'aiuto ed al sostegno morale del paziente che, in seguito, avrebbe connotato la sua carriera da chirurgo. Al contempo, inoltre, egli faceva ritorno regolarmente a Genova per sostenere gli esami. Dopo essersi specializzato in Otorinolaringoiatria Università di Torino, a distanza di pochi anni, nel 1927, svolse il ruolo di assistente di Fernand Lemaitre alla Clinique Internationale d'Otorhinolaryngologie et de Chirurgie Plastique presso l'Hôpital Saint-Louis a Parigi. Qui, Sanvenero seguì corsi di chirurgia facciale tenuti da alcuni dei più rinomati chirurghi dell'epoca: il professore Eastman Sheehan di New York ed il professore Ferris Smith del Michigan. Entrambi rimasero così colpiti dalle competenze del giovane medico che il professor Smith, prima di far ritorno negli Stati Uniti d'America, diede in dono a Sanvenero i suoi strumenti chirurgici, mentre Sheehan gli propose di seguirlo nel suo viaggio in Spagna in veste di suo assistente. Infine, fu proprio l'incontro con i due dottori statunitensi che indusse il giovane Sanvenero a scegliere la branca della Chirurgia plastica.

### Carriera chirurgica

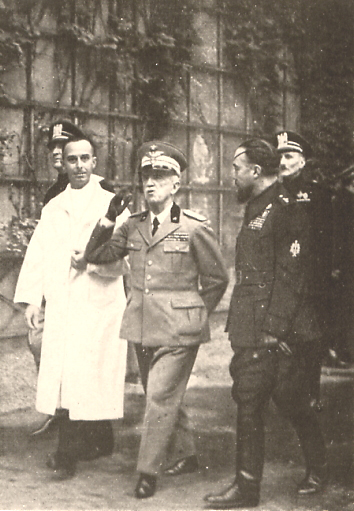
Vittorio Emanuele III visita il Padiglione per i Mutilati del Viso, Milano, 1934

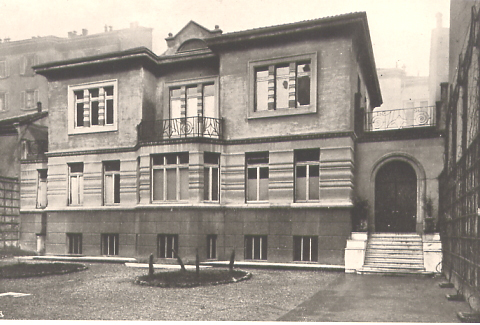
Il Padiglione per i Mutilati del Viso due anni dopo l'inaugurazione, Milano, 1930

Nel 1928, leggendo un articolo del Corriere della Sera, venne a conoscenza dell'inefficienza di una nuova clinica aperta a Milano l'anno precedente, il Padiglione per i Mutilati del Viso, una sezione dell'Istituto Stomatologico Italiano ed era stata fondata per curare ed assistere coloro che avevano riportato gravi ferite durante il primo conflitto mondiale. Dato che nessuno era stato designato per dirigerla, egli si offrì volontariamente. Egli rese il Padiglione la principale clinica chirurgica in Italia e una tra le prime in Europa per il reinserimento sociale dei pazienti nonostante fosse di piccole dimensioni: all'interno della struttura vi erano soltanto venticinque posti letto e due letti chirurgici. Nel 1931 a Bruxelles venne pubblicata da parte di Maurice Coelst la prima rivista di chirurgia plastica denominata Revue de Chirurgie Plastique, che poco dopo egli iniziò a dirigere. Nel secondo numero venne dedicato un articolo al Padiglione dove fu elogiato il suo lavoro, la sua dedizione e il rapporto con i pazienti. Nello stesso anno egli pubblicò a Milano la sua prima monografia intitolata Chirurgia Plastica del Naso.
Nel 1934 Vittorio Emanuele III di Savoia fece visita al Padiglione ormai divenuto celebre a livello internazionale. Ogni giorno, infatti, venivano trattati circa 180 casi di Palatoschisi ed operati un ingente numero di pazienti affetti da malformazioni congenite. Tre anni dopo la prima monografia, ormai affermatosi a livello internazionale, egli pubblicò una seconda monografia intitolata La Divisione Congenita del Labbro e del Palato, dove illustrò il suo originale trattamento dell'insufficienza velo-faringea basato sull'impiego di un lembo faringeo a peduncolo superiore.
Poco dopo lo scoppio della seconda guerra mondiale, nel 1941, egli, supportato dal Sovrano militare ordine di Malta e dalle Forze armate italiane, istituì a Milano il Centro Mutilati con lo scopo di curare i militari che erano stati gravemente feriti al fronte. Dopo che nel 1943 l'edificio fu fortemente danneggiato da una bomba, egli decise di trasferire il servizio a Lecco.
Continuò a lavorare al Padiglione, successivamente rinominato Istituto di Chirurgia Plastica dell'Università di Milano, fino all'età di 75 anni. 

Egli espresse la sua concezione della chirurgia plastica con queste parole :
(Gustavo Sanvenero Rosselli)

### Carriera accademica
Sin dal 1933, tenne lezioni universitarie in diversi atenei europei e statunitensi. Alcuni anni più tardi, nel 1949, egli venne invitato all'Università di Buenos Aires, in Argentina,  per effettuare delle dimostrazioni operative per gli studenti; in quella occasione gli venne conferita dal medesimo ateneo la Laurea honoris causa per la competenza dimostrata nella propria branca di specializzazione. Successivamente egli divenne il direttore della prima Scuola di Specializzazione in chirurgia plastica ricostruttiva fondata per volere di Achille Mario Dogliotti nel 1954 a Torino e nel 1963 divenne il titolare della prima cattedra. Nel 1964 egli fu chiamato a ricoprire la cattedra di chirurgia plastica dell'Università di Milano a partire da quello stesso anno accademico.

### Cariche istituzionali
Nel 1936 venne nominato membro del Comitato Fondatore della Società Europea di Chirurgia Ricostruttiva da Maurice Coelst, che l'aveva fondata l'anno precedente, durante il primo congresso tenutosi a Bruxelles. Nel 1938 egli stesso organizzò il terzo congresso a Milano durante il quale vennero eseguite delle dimostrazioni operative da chirurghi di fama internazionale, tra i quali vi era Archibal McIndoe. Quest'evento però non ebbe la durata prefissata per via della Conferenza di Monaco. L'anno seguente, come ulteriore dimostrazione del proprio eclettismo, il dottor Rosselli fondò la rivista Plastica Chirurgica con l'obiettivo di farla divenire la principale rivista di settore a livello europeo. Nonostante la grande innovazione apportata anche in questo campo, che consisteva nella possibilità da lui conferita ai propri colleghi di poter pubblicare i propri articoli nella loro lingua natia, vennero pubblicati solo tre numeri a causa dello scoppio della seconda guerra mondiale.
Nel 1967 fu il presidente del quarto congresso dell'International Confederation for Plastic and Reconstructive and Aesthetic Surgery, organizzato a Roma, al quale presero parte migliaia di persone. Sanvenero venne inoltre nominato membro onorario delle Società di Chirurgia Plastica di numerose nazioni tra le quali anche quella francese, quella tedesca e quella statunitense. 
Morì a causa di una polmonite successiva ad un'operazione per un tumore al cervello.

## Vita privata
Sin dal 1927, in estate, si recò in numerosi di paesi di montagna del Nord Italia finché non prese l'abitudine di recarsi a Solda in provincia di Bolzano nel Südtirol ogni anno sempre nello stesso hotel. Dal 1944, in seguito alla morte della sorella e del genero a seguito di un incidente d'auto a Bolgheri in Toscana, Sanvenero si prese cura del nipote di poco più di sei mesi portandolo con sé a Milano. Quest'esperienza lo segnò così profondamente che da quel momento non guidò più la propria macchina ma si fece accompagnare da un autista per il resto della sua vita. Oltre al proprio interesse per la fotografia, egli era un bibliofilo incallito che durante tutta la propria carriera non smise mai di andare in cerca di opere che potessero arricchire la sua biblioteca ed è proprio la sua collezione che oggi costituisce uno delle attrazioni fondamentali della sede della Fondazione Gustavo Sanvenero Rosselli a Milano.

## Scritti principali

### Pubblicazioni scientifiche
- Méthodes et résultats de chirurgie plastique de la face, Bruxelles Médical, 1929, vol.3, n.17
- Palatoschisi e sua cura chirurgica, Atti e Memorie della Società Lombarda di Chirurgia, 1933, vol.2, n.18
- Cranioplastica, Atti e Memorie della Società Lombarda di Chirurgia, 1936, vol.4, n.1
- Plastiche tendinee, cutanee e muscolari nella cura chirurgica della paralisi facciale, Atti della Società Italiana di Chirurgia, 1937, vol.7, n.17
- L'anchilosi temporo-mandibolare e la sua cura chirurgica, Rivista Italiana di Stomatologia, 1938, vol.7, n.6
- La terapia del labro leporino e delle divisioni palatine, Trattato di Odontologia, 1951, vol.2
- Chirurgia plastica delle radiodermiti, Minerva Medica, 1956, vol.11, n.24
- Microgenia e palatoschisi, Minerva Chirurgica, 1969, vol.15, n.19

### Monografie
- Chirurgia Plastica del Naso, Milano, 1931
- Divisione congenita del Labbro e del Palato, Milano, 1934

## Riconoscimenti
Il 29 aprile 1975 nacque la Fondazione G. Sanvenero Rosselli per lo Studio e lo Sviluppo della Chirurgia Plastica per volere del professor Riccardo Mazzola, nipote di Sanvenero. Ancora oggi, la Fondazione organizza corsi di chirurgia negli ospedali dove Sanvenero Rosselli passò molti anni della sua vita lavorativa.